# ريتشارد شليغل
ريتشارد شليغل (بالإنجليزية: Richard Schlegel)‏ هو عالم فيروسات أمريكي، ولد في القرن العشرين.